# John Montgomery (Politiker, 1764)
John Montgomery (* 1764 in Carlisle, Province of Pennsylvania; † 17. Juli 1828 in Baltimore, Maryland) war ein US-amerikanischer Politiker. Zwischen 1807 und 1811 vertrat er den Bundesstaat Maryland im US-Repräsentantenhaus.

## Werdegang
John Montgomery erhielt eine klassische Schulausbildung. Nach einem anschließenden Jurastudium und seiner 1791 erfolgten Zulassung als Rechtsanwalt begann er im Harford County in Maryland in diesem Beruf zu arbeiten. Gleichzeitig schlug er eine politische Laufbahn ein. Zwischen 1793 und 1798 saß er im Abgeordnetenhaus von Maryland. Ende der 1790er Jahre wurde er Mitglied der von Thomas Jefferson gegründeten Demokratisch-Republikanischen Partei. Von 1793 bis 1796 war Montgomery als Staatsanwalt tätig. Bei den Kongresswahlen des Jahres 1806 wurde er in das US-Repräsentantenhaus in Washington, D.C. gewählt, wo er am 4. März 1807 die Nachfolge von John Archer antrat. Nach zwei Wiederwahlen konnte er bis zu seinem Rücktritt am 29. April 1811 im Kongress verbleiben.
Sein Rücktritt erfolgte, nachdem er zum Attorney General des Staates Maryland ernannt worden war. Dieses Amt bekleidete er bis 1818. Während des Britisch-Amerikanischen Krieges war er Hauptmann der Baltimore Union Artillery. Im Jahr 1819 war Montgomery erneut Abgeordneter im Staatsparlament. Zwischen 1820 und 1826 war er zwei Mal Bürgermeister von Baltimore, wo er seit 1811 lebte. Dort ist er am 17. Juli 1828 auch verstorben.